# Huis van Leyden
Het Huis van Leyden, een rijksmonument, is een zeventiende-eeuws dubbelbreed grachtenpand en voormalig stadspaleis in de Pieterswijk in de Nederlandse stad Leiden, aan het Rapenburg nummer 48, schuin tegenover het Academiegebouw. Het complex met latere toevoegingen loopt door tot aan het Pieterskerkhof. Het werd bewoond en steeds verder verfraaid door voorname Leidse burgers met hun gezinnen. Het ontleent zijn naam aan de familie Van Leyden (van Leeuwen), die het van 1665 tot 1791 in bezit had. Een andere vooraanstaande familie, Hendrik Cock en zijn nageslacht, bezat het huis van 1830 tot 1908. In de twintigste eeuw was het een schoolgebouw nadat de historische inventaris was verkocht. In de eenentwintigste eeuw wacht het complex op nieuwe invulling. Een hotel werd ontworpen maar kwam er niet, een plan voor een museum werd in februari 2025 gepresenteerd.

## Voorgeschiedenis
Voor de totstandkoming van het Huis van Leyden stond op deze plek in de Leidse binnenstad, in de buurt die in de zeventiende- en achttiende-eeuwse buurtindeling 't Nieuwe Rijk van Gravenstein heette, een woonhuis dat in gebruik was bij de Universiteit Leiden. Die verhuurde het vanaf 1603 aan de bekende remonstrantse hoogleraar theologie Jacobus Arminius. Toen hij in 1609 stierf, mochten zijn vrouw en kinderen er tijdelijk blijven wonen. In 1619 nam de contraremonstrantse theoloog Antonius Walaeus er zijn intrek, toen hij in Leiden tot hoogleraar werd benoemd. Hij woonde er met zijn vrouw, zes kinderen en inwonende studenten.
Door een gang en een poort kwam men vanuit het huis op het Rapenburg. De achterzijde van de woning bood uitzicht op de Pieterskerk en het tussenliggende Pieterskerkhof.

## Nieuwbouw in 1640-1642

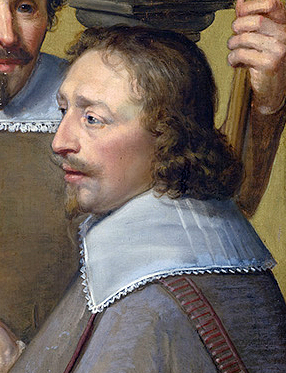
Arent van 's-Gravesande (± 1610-1662), architect
(Jan van Ravesteyn, 1636)

Walaeus stierf in 1639. De stad Leiden verkocht het pand in 1640 aan de rijke textielhandelaar, karmozijnverver en bierbrouwer Wouter van Halewijn (1563-1640). Hij was een Bruggeling die sinds 1586 poorter van Leiden was. Hij wilde op deze plek een grote en voorname woning laten bouwen die blijk moest geven van zijn aanzienlijke welstand. Aansluitend kocht hij ook het achterterrein en een belendend huis aan het Pieterskerkhof. Drie opstallen aan het Rapenburg werden gesloopt: het pand waar Arminius en Walaeus hadden gewoond en nog twee huisjes die tot het Faliede Bagijnhof hadden behoord. Het was een periode waarin de bebouwing van het Rapenburg sterk veranderde: in de middelste decennia van de zeventiende eeuw werden veel kleine en smalle huizen vervangen door brede woningen met statige gevels, waardoor de gracht een voornaam en welvarend aanzien kreeg.
Naar ontwerp van Arent van 's-Gravesande, "fabriek van Leiden" (stadsbouwmeester), werd over de volle breedte een nieuw huis gebouwd. Het kreeg een brede symmetrische voorgevel in Hollands classicistische stijl met een imposante Ionische orde, waarbij de pilasters vanaf een laag basement over twee bouwlagen doorlopen. De gevel bestaat uit geverfde zandsteen met festoenen boven de vensters. De hardstenen verhoogde deurstoep is voorzien van een smeedijzeren leuning. Verondersteld is dat het omstreeks 1639 gereedgekomen, in verwante stijl opgetrokken pand Rapenburg 2 (sinds 1945 een horecabedrijf) als voorbeeld diende.
Wouter van Halewijn heeft het huis zelf nooit bewoond: hij leefde al niet meer toen het in 1641 gereedkwam. Het werd in 1642 als "volbout" (opgeleverd) ingeschreven in het verpondingskohier, het register voor de betaling van grondbelasting. Zoon Benjamin van Halewijn, bewindhebber van de West-Indische Compagnie, kocht in 1645 nog een achterliggend terrein aan het Pieterskerkhof om een koetshuis te maken met een woning voor de stalknecht. Vanaf 1650 was Johan de la Chambre (weduwnaar van Benjamin van Halewijns dochter Susanna) de eigenaar.

## Van Leyden (van Leeuwen)
Het huis werd vanaf 1658 verhuurd aan Diederick Pietersz rijksbaron van Leyden (1628-1682), die zich twee jaar eerder vanuit Den Briel in Leiden had gevestigd en in 1663 in de vroedschap werd verkozen. Hij werd in 1665 eigenaar van het pand als eerste van de familie Van Leyden van Leeuwen. Sindsdien staat het bekend als het stamhuis van deze familie onder de naam Huis van Leyden.
Diederick werd burgemeester van Leiden en kreeg in 1678 de eretitel van buitengewoon gezant in Engeland. Hij en zijn vrouw Alida Paets (1635-1673) hadden tien kinderen, onder wie Pieter van Leyden (1666-1736) en de jonggestorven Lodewijk (Louis) van Leyden van Leeuwen (1668-1697), zeeheld in de Negenjarige Oorlog. In 1679, zes jaar na de dood van zijn echtgenote, liet Diederick al hun kinderen door Daniël Mijtens (II) afbeelden als een allegoriserende portretgroep op een manshoog olieverfschilderij, dat tot in de achttiende eeuw als een opvoedkundige "spiegel der deugd" in het Huis van Leyden moet hebben gehangen. Alle kinderen zijn afgebeeld als personificaties van menselijke deugden. Het bevindt zich sinds 1972 in het Rijksmuseum Amsterdam.

### Uitbreidingen
De in 1666 geboren Pieter werd al jong hoofdbewoner van het Huis van Leyden. Hij oefende vele bestuurlijke functies uit, zoals burgemeester, burggraaf en pluimgraaf van Leiden, hoogheemraad van Rijnland en vroonheer. Ook was hij in bepaalde perioden aangesteld bij de Admiraliteit van Amsterdam. Nadat hij in 1703 als eerste van zijn familie de erfelijke titel Heer van Vlaardingen en Vlaardinger-Ambacht had verworven, liet hij de toevoeging 'Van Leeuwen' vallen. Hij gold als hooghartig en botste herhaaldelijk met andere hoge heren in het stadsbestuur. In 1700 trok hij het buurpand (nu Rapenburg 50) bij het complex, dat door verdere aankopen aan het Pieterskerkhof in 1720 en 1729 zijn maximale omvang kreeg.
Ook van de volgende generaties van het adellijke regentengeslacht Van Leyden vervulden de mannelijke leden belangrijke functies in het openbaar bestuur van Leiden (bijvoorbeeld als burgemeester en/of lid van de veertigraad) en daarbuiten. Ze bezaten het Huis van Leyden tot 1791 en spaarden kosten noch moeite om het te vergroten en verfraaien. Door de uitbreidingen van het terrein in de voorafgaande decennia kon het huis in 1743 worden verbouwd tot een stadspaleis met twee binnenplaatsen. Het gold als "het grootste woonhuis van Leiden". De familie was rijk genoeg om ook op het landgoed Mildenburg bij Oostvoorne een buitenplaats met uitgestrekte parkaanleg te laten bouwen.

### Kunst
Eigenaar en bewoner Diederik (II) van Leyden (1695-1764), de oudste zoon van de in 1736 overleden Pieter, had ook bijzondere aandacht voor interne verfraaiing van het Huis van Leyden. Zo kwam er in 1739 in het linker voorvertrek, grenzend aan de brede marmeren gang op de bel-etage, een marmeren schouw met reliëf van Jan-Baptist Xavery, voorstellende Paris en Oinone. Een jaar later volgde een marmeren bovendeurstuk van dezelfde kunstenaar. Verondersteld is dat ruwe ontwerpschetsen van Jacob de Wit de inspiratiebronnen zijn geweest voor deze werken van Xavery. In 1743 maakte De Wit zelf voor het Huis van Leyden het plafondstuk Apollo omringd door de negen muzen.
Voor hetzelfde linker voorvertrek kocht Diederik II (of zijn zoon Pieter Cornelis) vier bijzondere wandtapijten met mythologische voorstellingen van de liefdesavonturen van Jupiter, Hercules en Omphale. Zij waren vervaardigd door de gerenommeerde tapijtwevers Daniel (III) en Urbain Leyniers te Brussel. Uit de opdracht "ontzie geen kosten" blijkt de welstand van aanzienlijke families als de Van Leydens. Ook moet het familieportret dat Diederick II in 1728 door Willem van Mieris had laten schilderen, op een prominente plek in zijn woonhuis aan het Rapenburg hebben gehangen (sinds 1983 in het Rijksmuseum Amsterdam).
De laatste Van Leyden in het huis was de kunstverzamelaar, tevens schutterskapitein Pieter Cornelis baron van Leyden (1717-1788), oudste zoon van Diederik II. Hij had een uitzonderlijke collectie bijeengebracht van duizenden prenten van Europese meesters, die hij bewaarde in 196 portefeuilles in twee grote en zes kleine kunstkasten in het Huis van Leyden. Daaronder was een groot aantal prenten van Rembrandt, die hij tussen 1750 en 1763 had gekocht van Jacob Houbraken. De collectie werd na zijn dood in 1788 elders ondergebracht, werd in 1807 door zijn nazaten verkocht aan Lodewijk Napoleon (toen vorst van het Koninkrijk Holland) en vormde de basis voor het Rijksprentenkabinet in Amsterdam.

## Latere bewoners
De Van Leyden-generatie na Pieter Cornelis bewoonde het huis aan het Rapenburg niet meer. Zijn zoon Diderik (III) baron van Leyden (1744-1810), ook kunstverzamelaar, verhuurde het in 1789 en 1790 aan erfprins Willem Frederik van Oranje, de latere koning Willem I. Die woonde er tijdens zijn privéstudie in vaderlandse geschiedenis en historisch staatsrecht bij Adriaan Kluit, hoogleraar aan de Leidse universiteit.
In 1791 werd het pand verkocht aan Pieter Jan Marcus (1736-1811), hoofdschout en burgemeester van Leiden. Hij bracht moderniseringen aan in neoclassicistische stijl. De betimmeringen die hij liet vervaardigen werden gesigneerd door S. van der Meer en Leendert van Heusden.

### Napoleons bezoek
Nederland was van 1810 tot 1813 door inlijving deel van het Eerste Franse Keizerrijk. Het historisch beroemdste uur in het bestaan van het Huis van Leyden kwam op donderdagmiddag 24 oktober 1811 van half een tot half twee, toen Pieter Jan Marcus zijn stadspaleis ter beschikking stelde aan Napoleon Bonaparte en keizerin Marie Louise voor een officiële audiëntie op hun rondreis door de Departementen in de Nederlanden. 
In Napoleons gezelschap waren adjudant Dirk ('Thierry') van Hogendorp, stafchef Louis Alexandre Berthier en grootkamerheer Pierre de Montesquiou-Fezensac. Ook waren aanwezig Goswin de Stassart, prefect van het departement Monden van de Maas (Zuid-Holland), en Charles-François Lebrun, na de keizer de hoogste in rang als gouverneur-generaal over de Hollandse departementen.
Volgens het kritisch en lichtelijk ironisch getoonzette verslag van de Leidse predikant Jan van Geuns verliep de ontvangst uitermate rommelig. Nadat de keizer en zijn gemalin waren verwelkomd door maire (burgemeester) Daniël Heldewier, "was het in een oogenblik, zoo als men zegt: repje! scheerje!". Van een plechtig cortège kwam niets terecht. De genodigde prominenten haastten zich rennend vanuit het Academiegebouw over de Nonnenbrug naar de overzijde. Ze moesten zich "niet zonder gevaar" een weg banen door het gedrang van het publiek om binnen te geraken.
De audiëntie vond plaats in het linker voorvertrek op de bel-etage. Napoleon droeg "onder den arm een zeer oud, smerig hoedje". Hij onderhield zich "op de hem eigenaardige wijze" met lokale notabelen, bestuurders, politici, hoogleraren, leden van de rechterlijke macht en kerkelijke hoogwaardigheidsbekleders, van wie hij "de aanspraken voor het meerendeel niet tot het einde aanhoorde". Abrupt verliet men de kamer, "die al mooi benaauwd begon te worden", en de keizer "ging daarop terstond, met de Keizerin aan den arm, in de koets, en rende vliegend weêr weg, zoo wij hoorden naar den Haag". Het hele bliksembezoek aan het Huis van Leyden had net een uur geduurd. De toegestroomde menigte op het Rapenburg was "over het algemeen, grootelijks miszet, dat Z.M. zich niet eens vertoond had; want het was overal vol, zeer vol".

### Familie Cock
Het Huis van Leyden wordt in het ooggetuigenverslag slechts genoemd als "de woning van den Heer Marcus". Onvermeld is gebleven of Pieter Jan Marcus, die in hetzelfde jaar 1811 stierf, zelf nog aanwezig is geweest op de dag van Napoleons bezoek. Zijn weduwe Ida Agatha Deutz bleef in het huis wonen tot haar overlijden in 1830. Toen kwam het in handen van de rechtsgeleerde, hoogleraar en conservatieve politicus Hendrik Cock, wiens vrouw Aleida Maria Engelberts al in 1841 overleed. Cock liet het aangrenzende Rapenburg 50 in 1850 weer afsplitsen van nummer 48. Het werd verkocht en nieuw opgebouwd in negentiende-eeuwse stijl. Na zijn dood in 1866 bewoonden Hendriks erfgenamen het Huis van Leyden tot 1908. De familie Cock bestond uit vier ongehuwde zussen en hun broer Conraad (een tweede broer was al vroeg overleden). Ze woonden vanaf 1871 afwisselend 's winters aan het Rapenburg en 's zomers ten westen van Leiden op de buitenplaats Rhijnhof.

## 20e eeuw

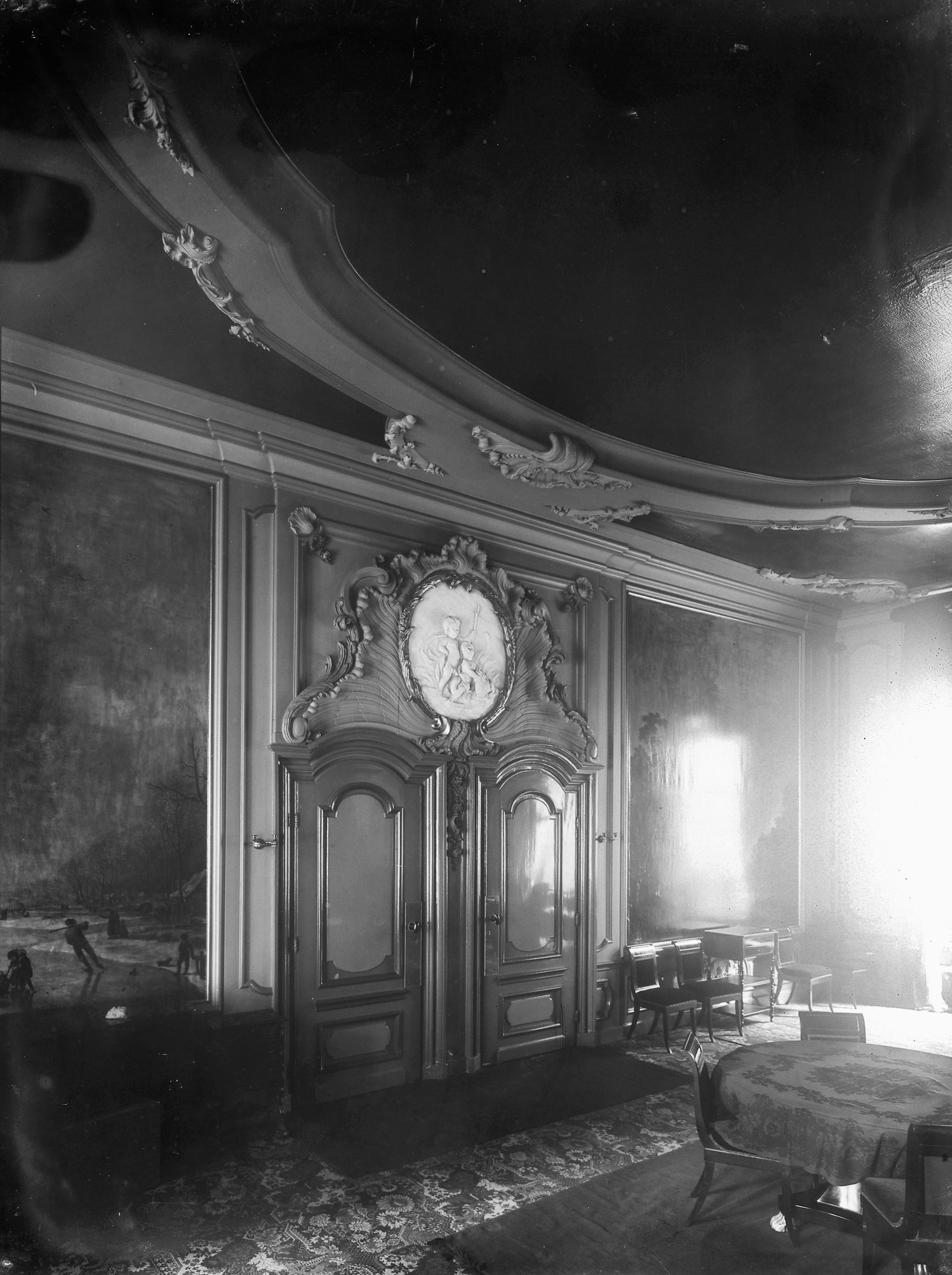
Kamer met deurstuk
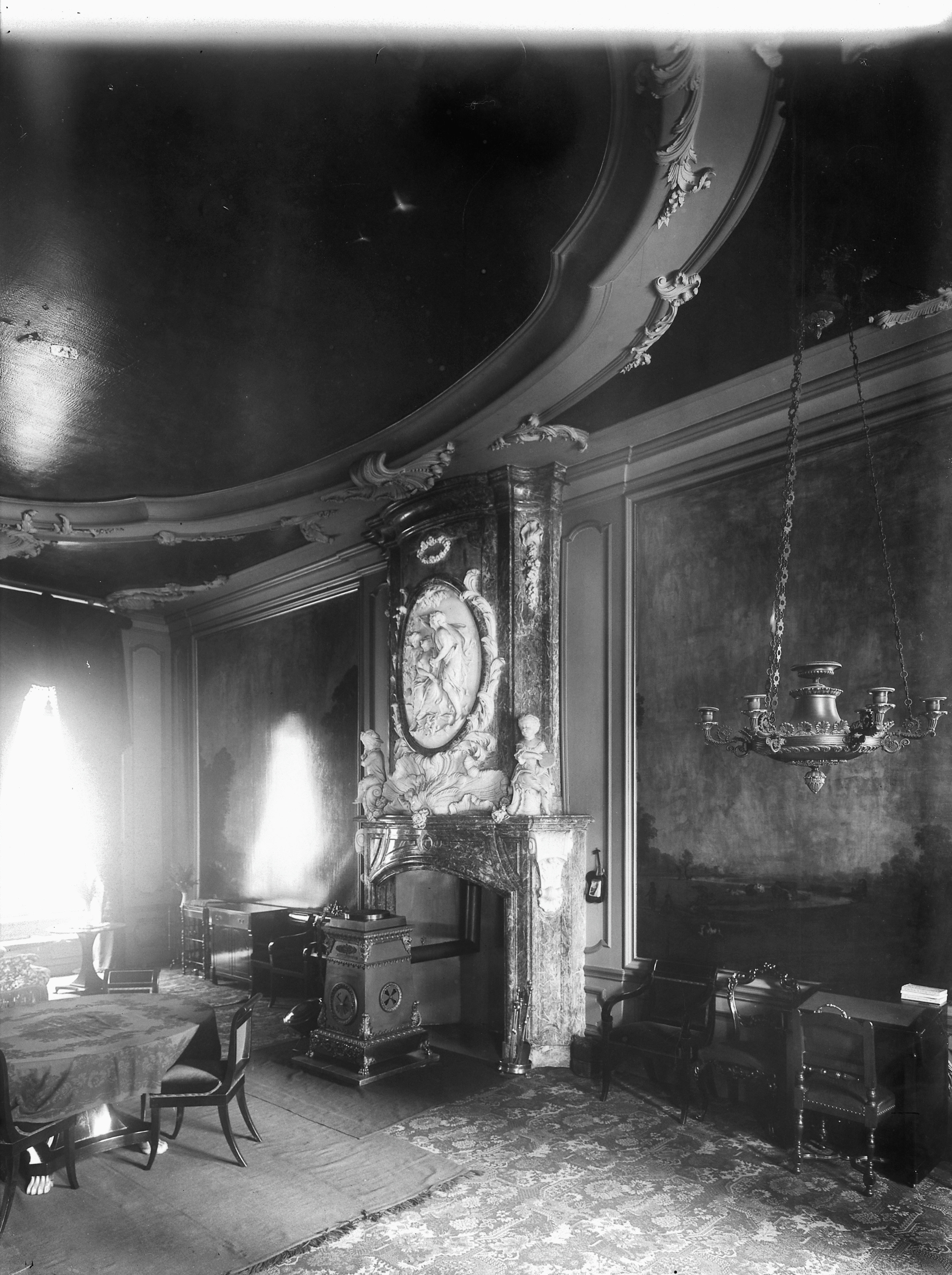
en schouw (1907)
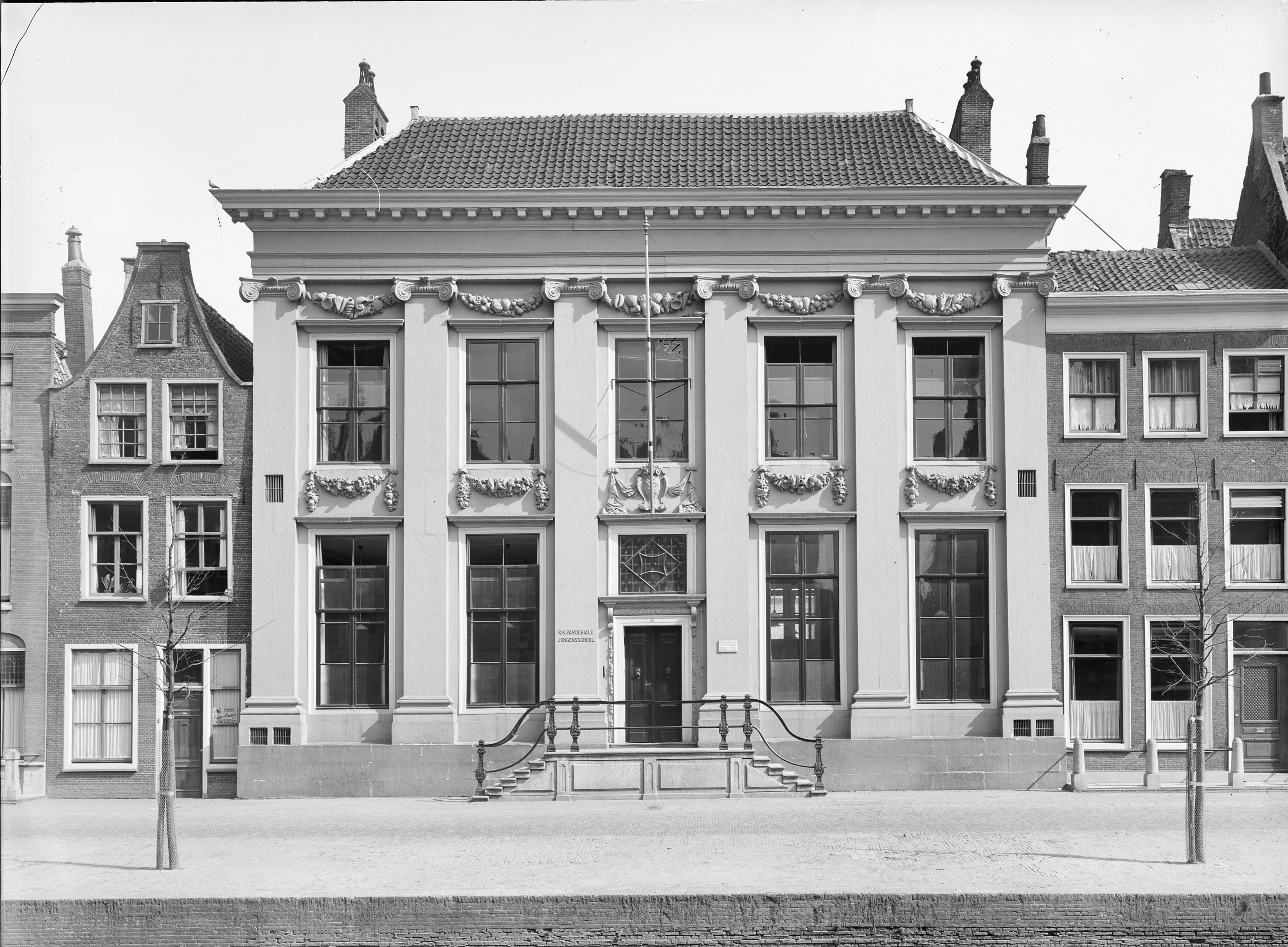
R.K. Parochiale Jongensschool Don Bosco (1936)
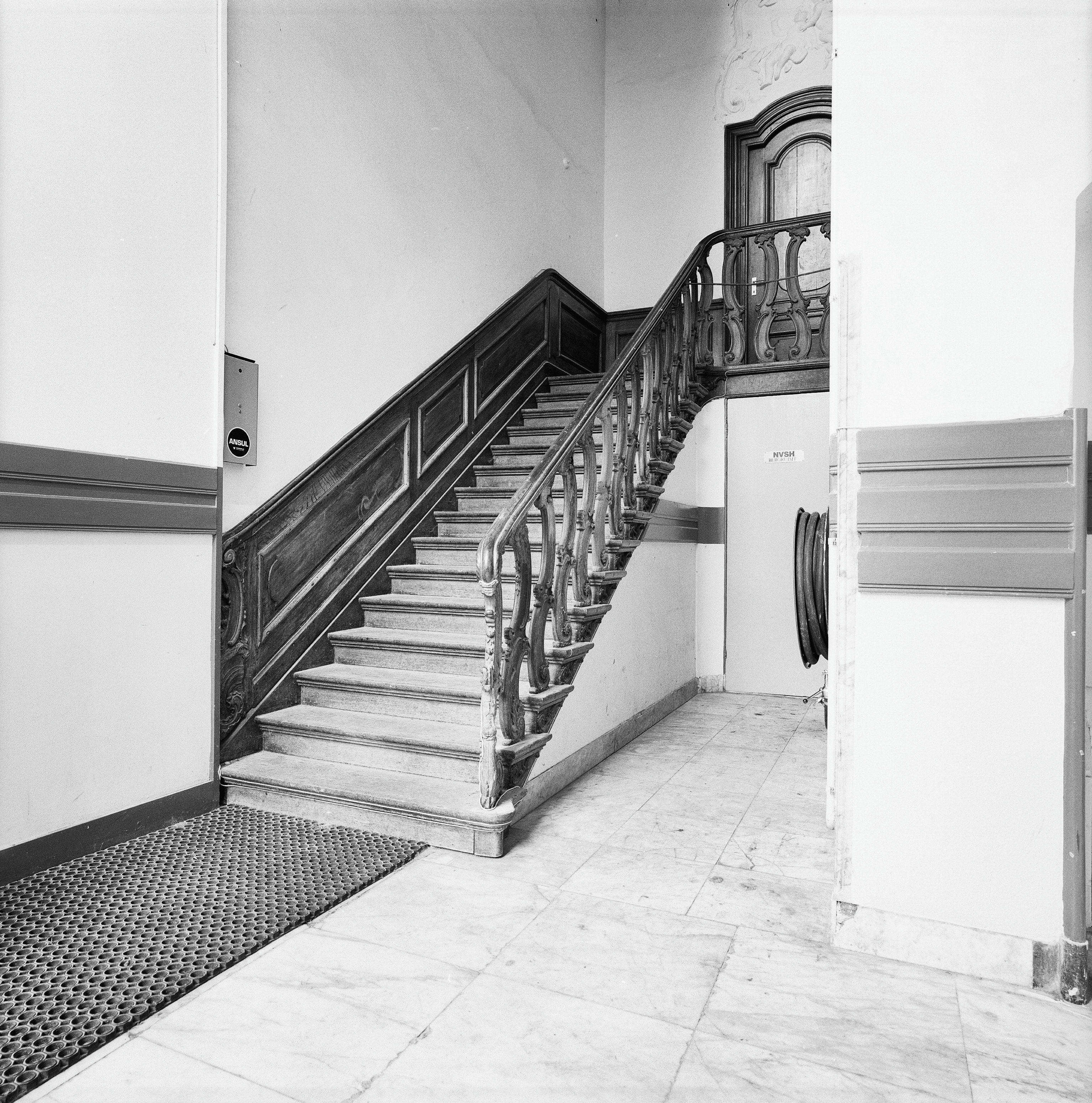
Trappenhuis (1994)
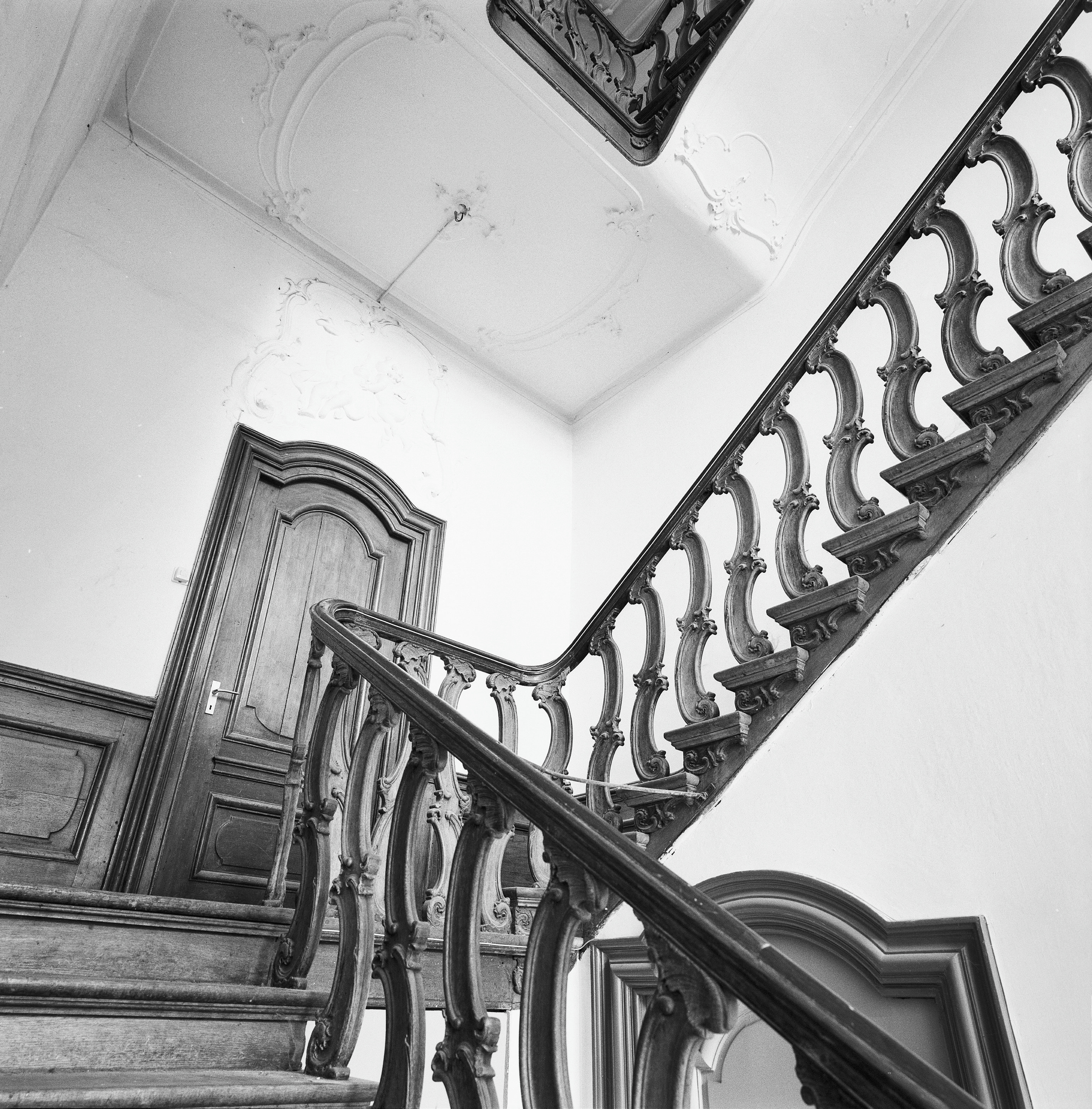
Trappenhuis (1994)
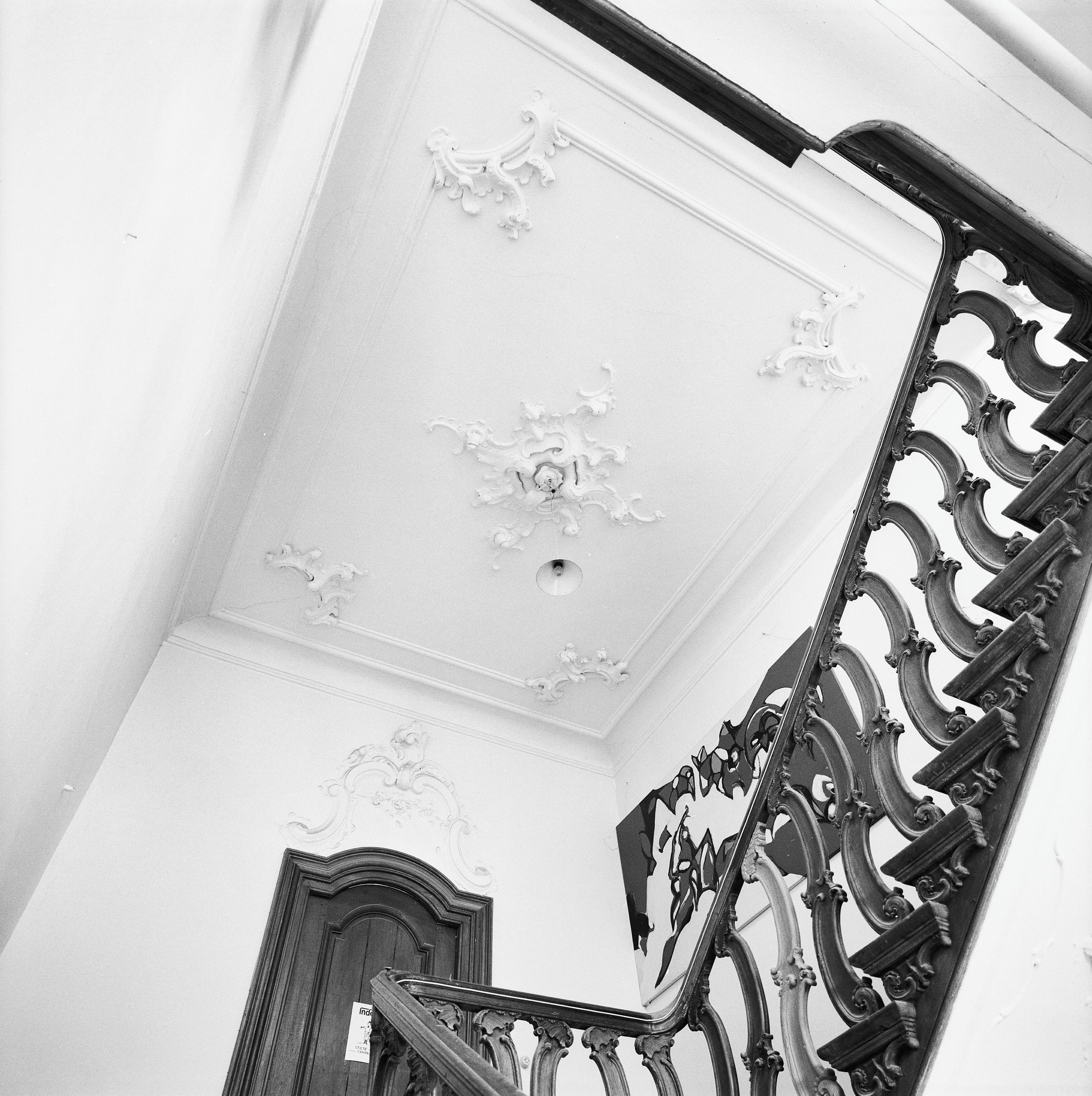
Plafond met stucwerk (1994)

De langst overlevende bewoner Conraad Cock had een loopbaan als advocaat, hoogheemraad van Rijnland en Leids gemeenteraadslid. Van hem is de uitspraak "Leiden is geen stad waar men voor zijn pleizier gaat wonen" (opmerkelijk voor een bewoner van het riante Huis van Leyden), toen de raad het voorstel besprak om welgestelde families naar de stad te lokken met de bouw van herenhuizen aan het Plantsoen. Met zijn dood in 1908 waren er geen nazaten meer in directe lijn van Hendrik Cock en het huis werd eigendom van een verre erfgenaam uit Deventer, Geertruid Schattenkerk-Werndly. Zij verkocht het in 1909 aan de Vereeniging van Roomsch Katholieke Parochiale Jongensscholen te Leiden.

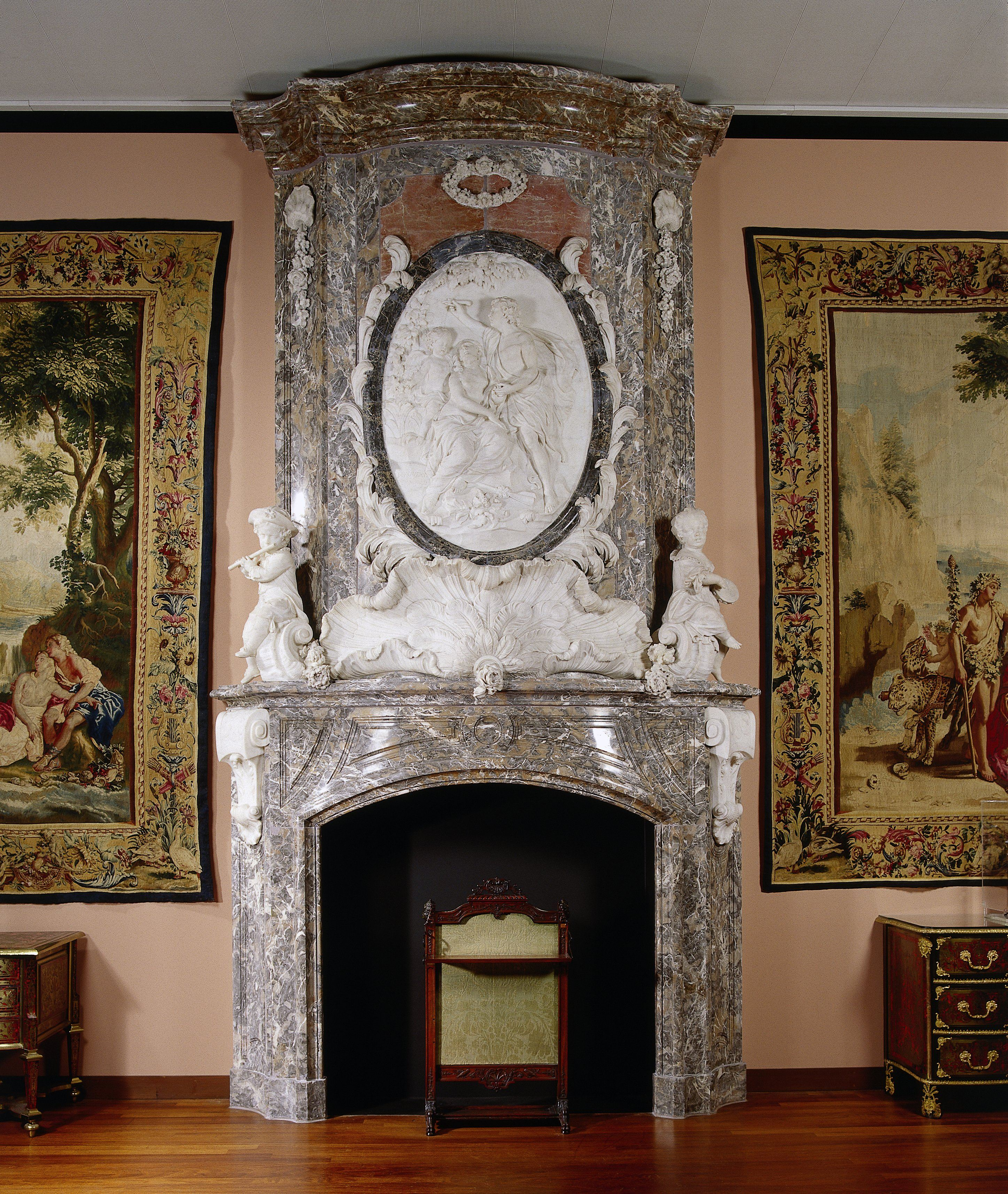
De schouw met reliëf Paris en Oinone (Jan-Baptist Xavery, 1739) in het Rijksmuseum

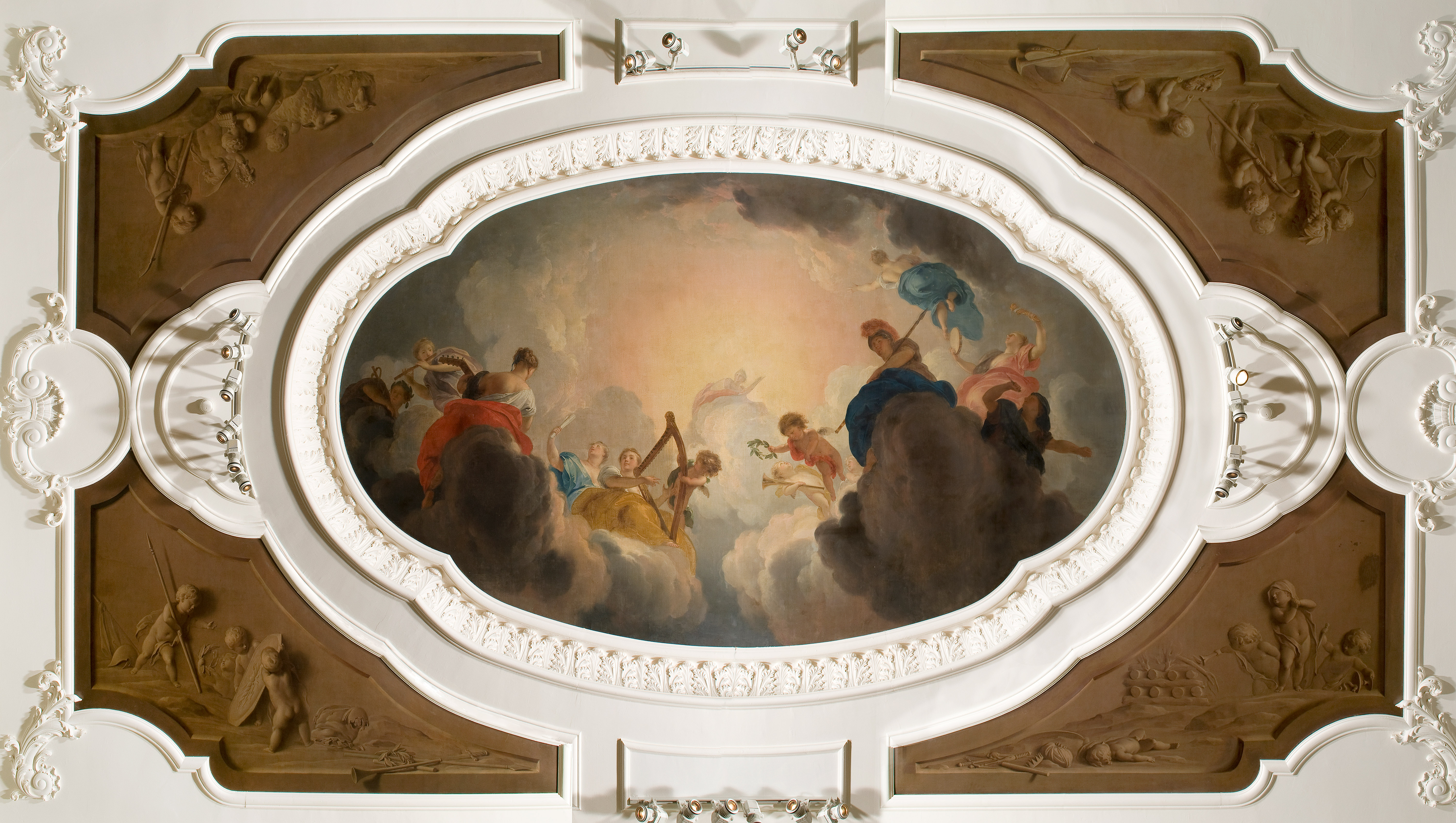
Plafondstuk Apollo omringd door de negen muzen (Jacob de Wit, 1743) in het Mauritshuis

Vrijwel de gehele historische woonhuisinventaris (meubilair, schilderijen, deurstukken, lambriseringen, wandtapijten en handbeschilderd tengelwerk) werd geveild door Frederik Muller & Co. te Amsterdam en kwam terecht bij kopers verspreid over Nederland en Engeland. De door de Van Leydens zorgvuldig opgebouwde en door de families Marcus en Cock geconserveerde architectonische kwaliteit van het interieur ging hierdoor grotendeels verloren. Wel bleef het fraaie stucwerk behouden in de gangen en het ongemoeid gelaten trappenhuis.
Twee bijzondere achttiende-eeuwse kunstwerken uit het Huis van Leyden zijn museaal bewaard gebleven, los van hun eigenlijke context. De marmeren schouw met beeldhouwwerk van Jan-Baptist Xavery staat sinds 1911 in het Rijksmuseum Amsterdam. Het plafondstuk Apollo omringd door de negen muzen van de hand van Jacob de Wit kreeg in 1912 een plek in het Mauritshuis in Den Haag.

### School
Bij de verbouwing tot schoolgebouw creëerde architect G.J. Perquin op de bel-etage zeven en op de eerste verdieping zes ongeveer gelijke schoollokalen door de verplaatsing van enkele muren. Er kwam een tweede trappenhuis. Een geluiddempende isolatielaag van zeegras werd verwerkt in de plafonds van de lokalen. Ook de achtergevel en de ramen werden aangepast.
Aan de zijde van het Pieterskerkhof werd een gymnastiekzaal gebouwd met gebruikmaking van de tuinmuur. In 1924-1925 werden het koetshuis en de rest van de tuinmuur gesloopt en vervangen door de R.K. ULO-school van architect Jan van der Laan in Amsterdamse School-stijl. Dit gebouw aan het Pieterskerkhof 4a, dat nog steeds onderdeel is van het Huis van Leyden-complex, diende in de jaren 1941-1943 als Joodse lagere school voor kinderen die de andere Leidse scholen hadden moeten verlaten door de Duitse rassenwetten in Nederland in de Tweede Wereldoorlog. Een van hen, de hoorspelacteur en radionieuwslezer Donald de Marcas, vertelde in 2018 over zijn schooltijd.
In 1940 bekostigden het schoolbestuur en de Historische Vereniging Oud Leiden gezamenlijk de restauratie van het schild met het familiewapen van Van Leyden van Leeuwen boven het bordes aan het Rapenburg. De Haagse kunstschilder Gerhard Jansen (1878-1956) bracht het wapenschild in de juiste kleuren met drie gouden leeuwen, gescheiden door een dwarsbalk met drie zeesterren. Bij een latere schilderbeurt is dit ongedaan gemaakt en is het schild in één kleur overgeverfd, gelijk aan de overige geveldecoratie.
Nadat de R.K. Jongensschool Don Bosco het pand in 1955 verlaten had, is het complex in gebruik geweest als openbare school voor buitengewoon lager onderwijs, als 'inloophuis psychiatrie' en als sportschool. Restauraties en verbouwingen vonden plaats in 1955 door architectenbureau H.A. van Oerle en J.J. Schrama en in 1967 door A.H.J. Paardekooper en C.W. Barnhoorn. Eigenaar was sinds 1979 de gemeente Leiden.

## 21e eeuw
Het complex bestaat uit:

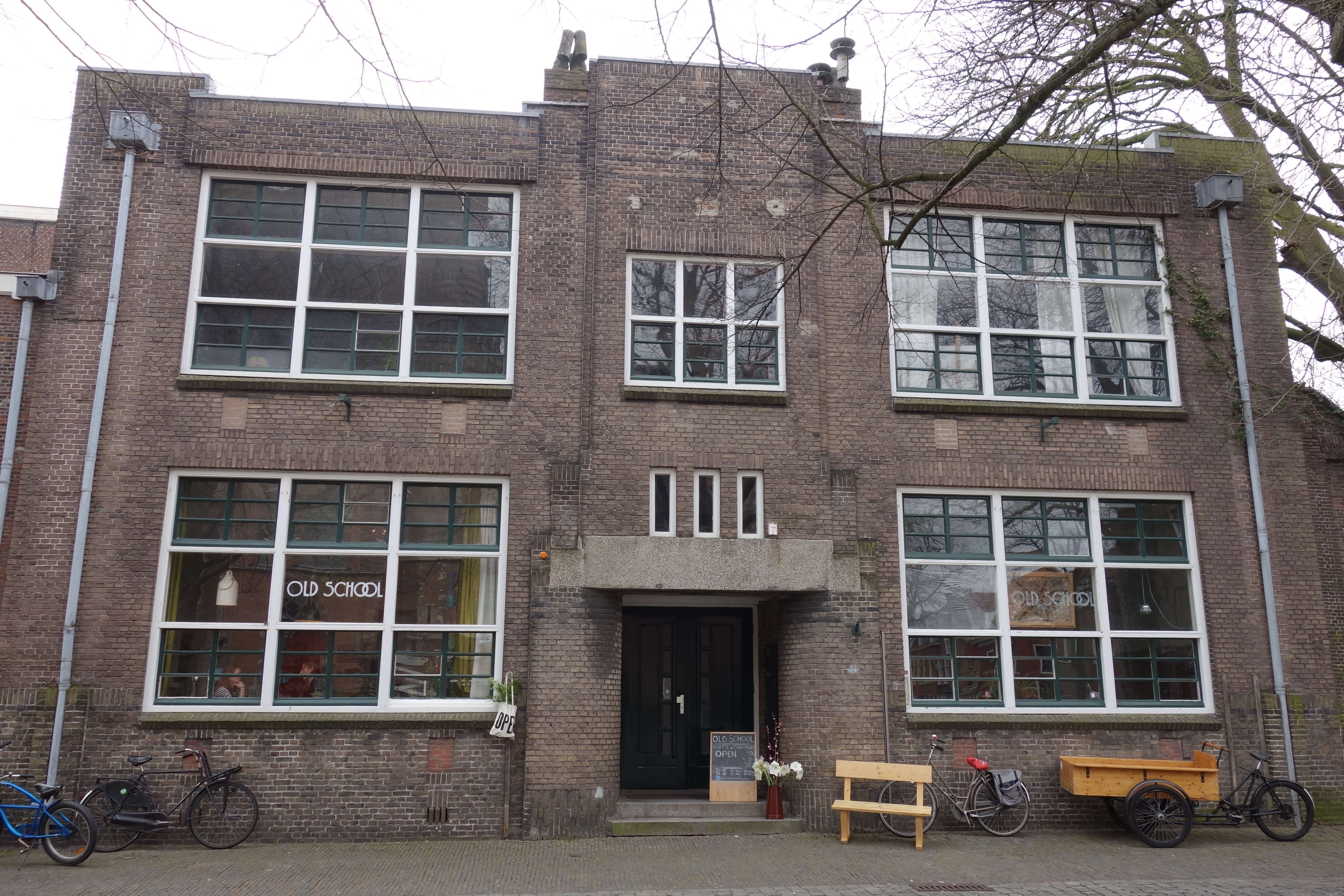
De voorgevel van het 20e-eeuwse gemeentelijk monument Pieterskerkhof 4a van architect Jan van der Laan, dat deel uitmaakt van het complex, is even symmetrisch als die van het 17e-eeuwse Huis van Leyden.

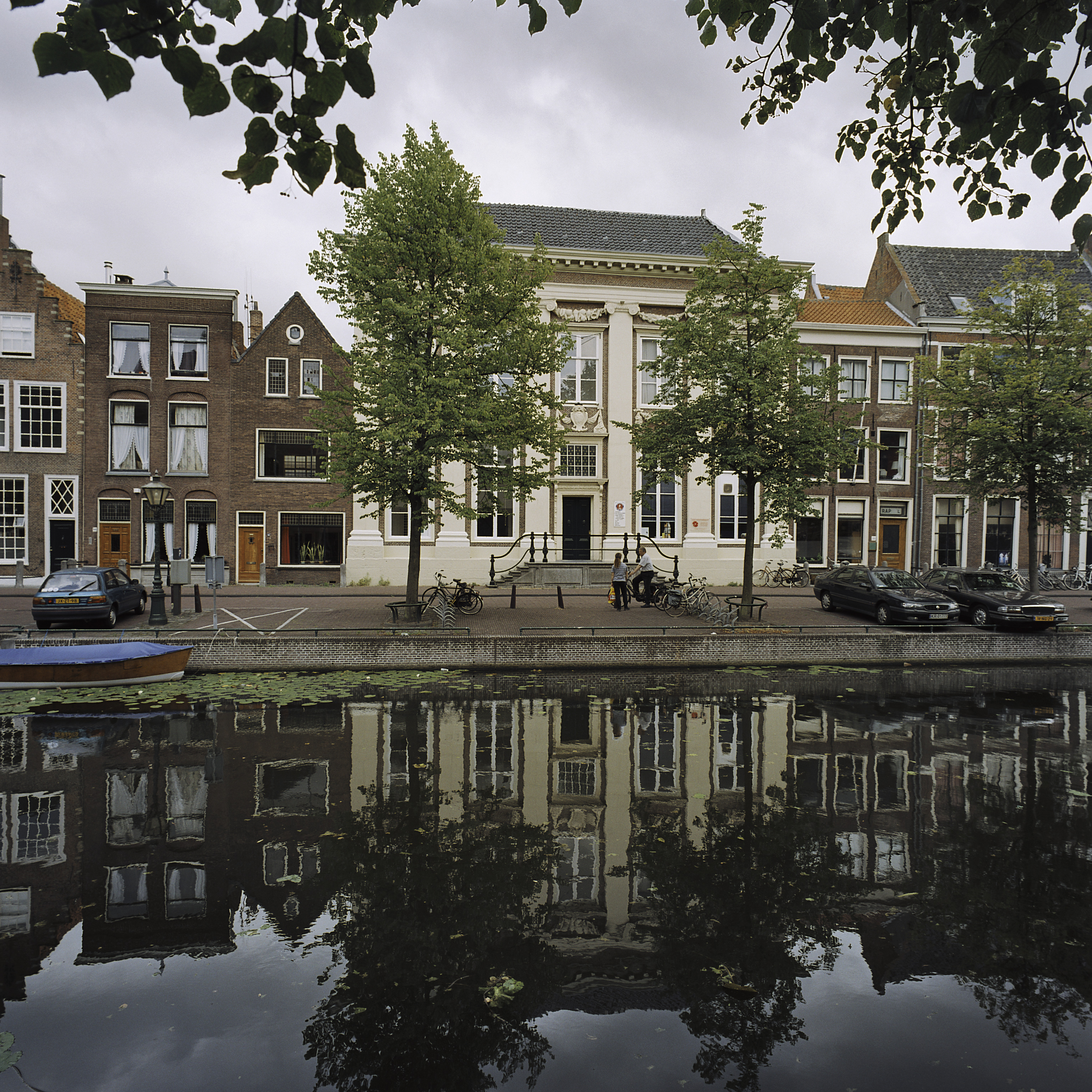
Weerspiegeling

1. het grote huis Rapenburg 48 uit 1641-1642, een rijksmonument sinds 1968,[41]
2. een tussenstuk uit 1743,
3. het voormalige schoolgebouw Pieterskerkhof 4a uit 1924-1925, een gemeentelijk monument sinds 2010,[36]
4. een kleine kantoorruimte Pieterskerkhof 4b, die in 2017 door aankoop werd toegevoegd.

In het tweede decennium van de 21e eeuw werd een nieuwe bestemming gezocht voor het monumentale complex. In 2012 werd bekendgemaakt dat het zou worden verbouwd tot een viersterrenhotel. Het zou worden verkocht aan een projectontwikkelaar onder voorwaarde dat er daadwerkelijk een hotel zou verschijnen. Een architectenbureau werkte het plan uit en concentreerde zich op het middengedeelte voor een logischer verbinding tussen Rapenburg en Pieterskerkhof, maar in januari 2014 werd de overeenkomst door de gemeente opgezegd. De projectontwikkelaar zou zich niet hebben gehouden aan het bestemmingsplan en had nog steeds geen geldige bouwvergunning aangevraagd. Hij kwam in 2016 een afkoopsom overeen met de gemeente. Een andere gegadigde opperde luxe appartementen en een expositieruimte, waarbij Rapenburg 48 de historische naam Huis van Leyden terug zou krijgen.

### Museumplan
Sinds eind 2016 is het antikraak bewoonde complex eigendom van de oud-bankier en kunstverzamelaar Wiet Pot die bij de koop te kennen gaf er een museum voor joods-christelijke kunst te willen vestigen. Het bestemmingsplan werd daartoe door de gemeenteraad gewijzigd. De eigenaar completeerde het complex in 2017 met het aangrenzende Pieterskerkhof 4b, dat enkele jaren gediend had als kantoor voor het Bachkoor Holland. In 2021 werd een terrein voor een museumdepot in Oegstgeest aangekocht.
Daarna bleven de voorbereidingen buiten de publiciteit tot aan januari-februari 2025, toen de Stichting Huis van Leyden een uitgewerkt plan presenteerde voor een particulier museum met een collectie van religieuze kunst uit middeleeuwen en renaissance, ruimte voor educatie en onderzoek, een muziekzaal en een stilteruimte. De realisering is mede afhankelijk van gemeentelijke procedures, waaronder opnieuw wijziging van het bestemmingsplan. De stichting publiceerde een uitgebreide beschrijving van de achtergronden en ambities van het museumvoorstel, die door de lokale politiek welwillend werd ontvangen.